# HBO 다큐멘터리 영화
HBO 다큐멘터리 필름 은 미국의 제작 및 유통 회사이며 논픽션 장편 영화와 미니시리즈를 제작하는 케이블 텔레비전 네트워크 HBO의 부문이다. 
이 부서는 연간 10~15편의 다큐멘터리를 방송하며 HBO의 선형 텔레비전 및 스트리밍 서비스에서 첫 방송을 하기 전에 일부 영화의 한정 극장 개봉을 제공한다.

## 역사
이 부서의 오랜 책임자는 1979년부터 1982년까지 다큐멘터리 프로그램 디렉터로 재직한 쉴라 네빈스 (Sheila Nevins) 였다. 1986년에 돌아온 후, 그녀는 다양한 경영진(다큐멘터리 프로그램 부사장, 수석 [이후, 오리지널 프로그래밍 부사장, 2004년부터 HBO 다큐멘터리 필름의 사장)으로 HBO 다큐멘터리 필름의 부사장으로 다양한 경영진으로 HBO의 다큐멘터리 부서를 이끌었고, 2018년 3월에 네트워크를 떠날 때까지 대부분의 다큐멘터리 제작의 총괄 프로듀서로 일했다. 네빈스 감독 시절, HBO의 다큐멘터리들은 35개의 뉴스 및 다큐멘터리 에미상, 42개의 피보디상, 26개의 아카데미상을 수상했고, 네빈스에게 수여된 31개의 개별 프라임타임 에미상을 수상했다. 2017년 12월, 네빈스는 낸시 에이브러햄과 리사 헬러가 그녀를 대신할 예정이며, 그녀의 직위에서 물러날 것이라고 발표했다.

이 네트워크의 첫 번째 성공적인 다큐멘터리는 1979년 6부작 미니시리즈 Time Was로, 딕 캐벳이 주최한 회고전으로, 1920년대부터 1970년대까지 20세기의 개별 10년을 각 에피소드마다 역사적으로 살펴본다. 1981년의 She's Nobody's Baby는 Ms. 잡지와 함께 제작되어 20세기 동안 미국 여성의 사회적 역할의 진화를 추적했다. 이 스페셜은 HBO의 첫 번째 피바디 어워드를 수상했는데, 이는 유료 텔레비전 서비스에서 최초로 수상했으며, 많은 HBO 다큐멘터리 중 처음으로 권위 있는 상을 받았다. HBO는 1980년부터 소비자 보고 와 협력하여 제품 안전, 개인 재무 및 건강 등을 포함하는 주제에 대한 정보를 상세히 설명하는 일련의 정보 다큐멘터리를 제작했다. 이러한 다큐멘터리 중 하나인 AIDS : 당신과 당신의 가족이 알아야 할 모든 것.. 미국에서 에이즈 전염병이 절정에 달했을 때 1987년에 방영된 Were Afraid to Ask는 Surgeon General C가 주최했다. Everett Koop은 AIDS와 HIV 바이러스에 대한 사실적인 정보를 제공했다.

2006년, 스파이크 리 감독은 허리케인 카트리나에 대한 2부작 4시간짜리 다큐멘터리, When the Levees Broke: A Requiem in Four Acts를 만들었다. 또한 2006년, 다큐멘터리 아티스트 로렌 그린필드는 플로리다의 렌프루 클리닉에서 치료를 받기 위해 섭식 장애를 앓고 있는 네 명의 젊은 여성에 관한 장편 영화인 'thin'을 감독했다. 2008년에는 바그다드 고등학교 의 미국 텔레비전 초연이 있었는데, 이 영화는 프로젝트를 촬영하기 위해 카메라를 제공한 다큐멘터리의 주요 피사체가 촬영한 비디오 다이어리를 통해 1년 동안 이라크 수도 고등학교에 다니는 네 명의 소년의 삶을 묘사했다.

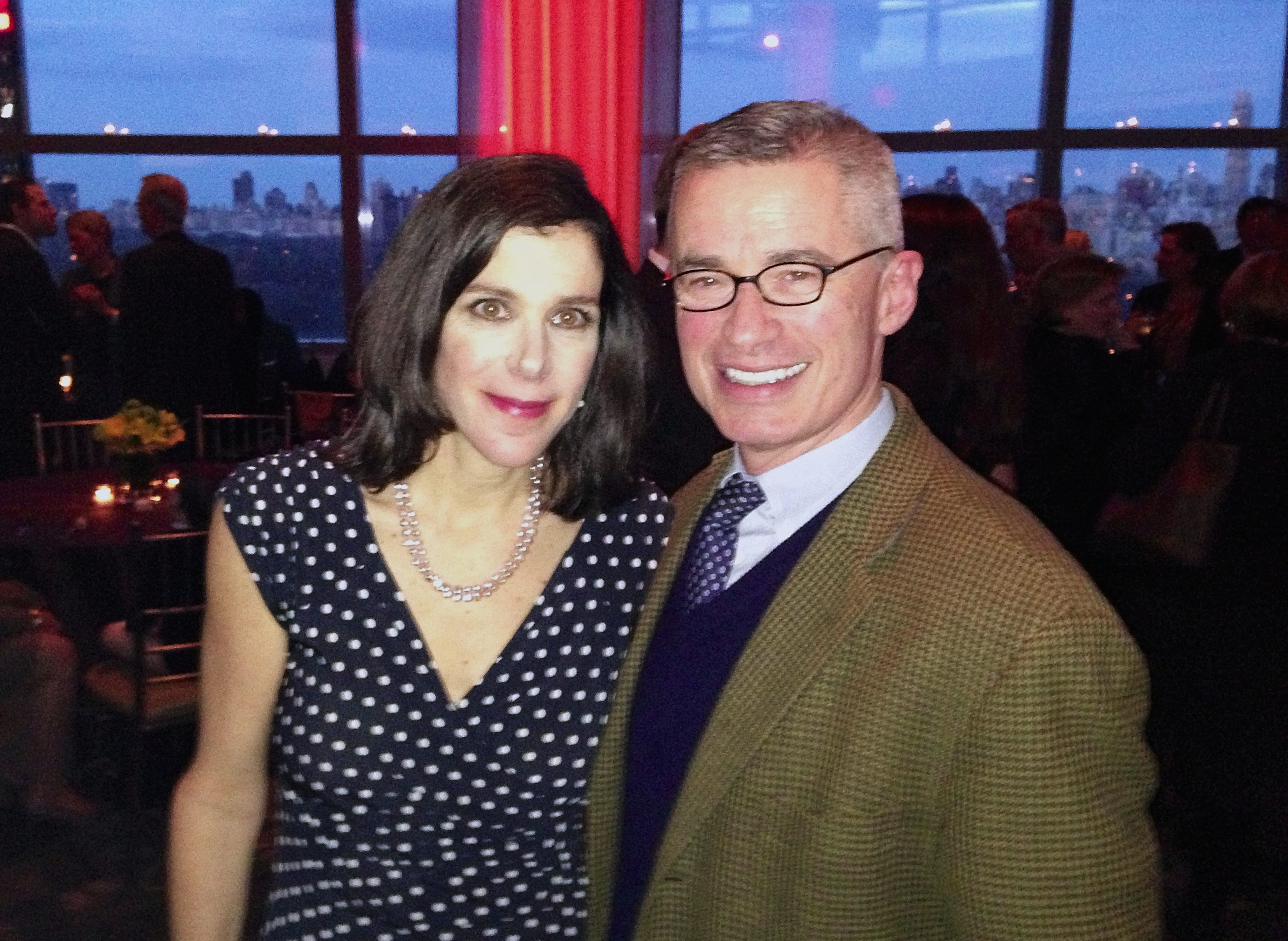
영화 제작자 알렉산드라 펠로시와 전 뉴저지 주지사 짐 맥그리비가 2013년 3월 맥그리비에 관한 펠로시의 HBO 다큐멘터리, Fall to Grace의 뉴욕시 시 초연에서.

2008년 11월, HBO는 에이미 라이스-알리시아 샘스 다큐멘터리 'By the People: The Election of Barack Obama'의 미국 텔레비전 권리에 대해 낮은 7자리 숫자를 지불했다. 뉴욕시와 로스앤젤레스에서 제한된 극장 개봉을 하고 2009년 11월 HBO에서 방영된 이 영화는 오바마의 2006년 아프리카 여행, 대통령 예비 선거, 2008년 총선 및 첫 대통령 취임 등을 다뤘다. 2012년 11월, HBO는 4부작의 다큐멘터리 위트니스를 방영했는데, 이 다큐멘터리는 각 부분을 네 개의 분쟁 지역 중 하나인 후아레스, 리비아, 남수단, 리우데자네이루에 전념했으며, 해당 지역에 기반을 둔 포토저널리스트 팀이 취재했다. 2013년 3월 28일, 이 채널은 2011년 뉴저지 주지사 짐 맥그리비의 사임으로 이어진 불륜 스캔들, 알렉산드라 펠로시 감독의 'Fall to Grace를 초연했다. 같은 해, HBO는 샘 베른스 삶을 바탕으로 한 다큐멘터리 영화 Life According to Sam을 제작하고 배포했다.
2015년 2월, HBO는 앤드류 제어키의 6부작 다큐멘터리 The Jinx: The Life and Deaths of Robert Durst를 초연했다. 이 다큐멘터리는 뉴욕 부동산 상속인이 1982년 그의 아내 Kathie Durst의 미해결 실종에 연루된 혐의를 둘러싼 미스터리를 기록한다. 작가 Susan Berman의 2000년 처형 스타일의 살인; 그리고 2001년 Durst의 이웃인 Morris Black의 죽음과 절단. 이 미니시리즈는 2015년 3월 14일 (다큐시리즈 피날레 전날) 버먼의 사망과 관련하여 1급 살인 혐의로 더스트가 체포된 후 더 폭넓게 노출되었다. 그의 체포로 이어지는 증거에는 그의 체포로 이어지는 증거에는 버먼이 살인 후 남긴 봉투와 그녀의 의붓아들 사렙 카우프만이 분석을 위해 영화 제작자에게 제공한 봉투가 포함되었으며, 버먼의 살인 사실을 알리기 위해 2000년 12월 경찰에 보낸 익명의 봉투와 일치하는 철자가 틀린 블록 편지 필체와, 그리고 더스트가 Jarecki와의 인터뷰를 위해 그에게 부착된 마이크가 여전히 녹음되고 있다는 것을 모르고 있는 두르스트의 명백한 고백이 포함되어있었다.
HBO는 또한 반복적인 다큐멘터리 시리즈를 제작했는데, 가장 초기이자 가장 주목할 만한 것은 America Undercover로, 선정적이지 않은 방식으로 주제를 다루는 월간 1시간짜리 주제별 다큐멘터리 시리즈이다. America Undercover 배너는 두 개의 정규 서브 시리즈를 낳았다: Real Sex (1992년부터 2009년까지 진행된 늦은 밤 잡지 형식으로 제작된 스페셜 시리즈로, 다양한 주류 및 비 주류 성적 문제에 대한 솔직한 탐구를 특징으로 한다.) 그리고 부검 (1994년과 2008년 사이에 방영된 일련의 스페셜, 법의학 병리학자 박사 마이클 바덴은 범죄, 의심 및 건강 관련 사망 사례에 대한 분석을 제공한다.) America Undercover의 가장 주목할 만한 스페셜 중 하나는 1985년 oldiers in Hiding으로, 황야에 사는 베트남 전쟁의 노숙자 참전 용사에 초점을 맞추었으며, 이는 최고의 다큐멘터리 부문에서 케이블 텔레비전 서비스로 아카데미상에 첫 번째 후보로 올랐다.(HBO는 이후 몇 년 동안 오스카상 후보에 오르기 위해 일부 다큐멘터리를 제한적으로 극장 개봉을 했지만). HBO는 20세기 스포츠의 다큐멘터리 브랜드로도 유명하다. 그 시리즈에서 가장 주목할 만한 다큐멘터리 중 하나는 2005 년 미국 여자 축구 팀과 미아 햄, 크리스틴 리리, 브랜디 샤스타인, 조이 포셋 및 줄리 푸디의 역할이 스포츠에서 주목받는 역할에 관한 영화 'Dare to Dream'이었다.
바이스 미디어와의 파트너십을 통해 네트워크는 월간 다큐멘터리 '바이스'를 운영했는데, 이 다큐멘터리 시리즈에는 호스트/창작자/바이스 잡지 공동 창업자 셰인 스미스와 정치 및 문화 주제에 대해 조사하고 몰입주의 영화 제작 스타일을 사용하는  특파원 팀의 심층 보고서를 특징으로 한다. 2013년 4월부터 2018년 12월까지 여섯 시즌을 방영한 이 프로그램은 2014년 "뛰어난 정보 시리즈 또는 스페셜"으로 에미상을 수상했다. 바이스는 바이스 미디어의 더 광범위한 기업 구조 조정의 일환으로 2019년 2월 1일에 취소되었다. 일간 뉴스 쇼인 바이스 뉴스 투나잇(Vice News Tonight)은 2019년 6월 10일 HBO가 회사와의 7년 파트너십을 종료할 것이라고 발표하면서 취소되었다. (바이스 다큐 시리즈는 쇼타임으로, 바이스 뉴스 투나잇은 2020년 3월에 TV에서 바이스로 옮겨졌다.)
2020년 HBO는 제한 노하임 카리미 아메르 감독의 NXIVM을 중심으로 한 다큐멘터리 시리즈인 'The Vow'를 초연했다. 이 시리즈는 2022년 10월에 첫 시즌으로 재개되었다.
2021년 HBO는 딜런 패로가 그녀의 아버지 우디 앨런에 대한 혐의를 조사하는 다큐멘터리 시리즈인, 앨런 v. 파로 (Allen v. Farrow) 를 공개했다. 첫 번째 에피소드는 2019년 '아드난 사이드와의 사건' 이후 HBO 다큐멘터리 시리즈에서 가장 많은 1백만 명의 관객을 모았다. 이 시리즈는 여러 차례 프라임타임 에미상 후보에 올랐다.
2022년, HBO는 샤오나크 센 감독의 'All That Breathes'와 로라 포트라스 감독의 'The Beauty and the Bloodshed'의 텔레비전 및 스트리밍 권리를 획득했으며, 두 작품 모두 아카데미 장편 다큐멘터리상 후보에 올랐다.
2023년, HBO는 앤서니 카로나 감독과 리즈 가르버스, 댄 코건, 찰리즈 테론이 총괄 제작한 Last Call: When a Serial Killer Stalked Queer New York를 초연했다. 애덤 바라 루그와 샘 리프먼-스턴 감독, 조쉬 사프디, 베니 사프디 (Benny Safdie), 데이비드 고든 그린, 데이니 맥브라이드 (Danny McBride)가 총괄 제작한 텔레마케터는 텔레마케팅 사업을 폭로할 두 명의 직원을 중심으로 한다. 헤이슨 감독의 에이미 칼슨 감독을 따라 Love Has Won: The Cult of Mother God,  그리고 보스턴의 살인: Roots, Rampage, and Reckoning 감독의 제이슨 헤히르 (Jason Hehir)
2024년 HBO는 로버트 더스트 재판과 첫 시즌의 여파에 초점을 맞추고, 제2 시즌의 The Jinx를 개봉했다. Stax: Soulsville U.S.A. 감독 Jamila Wignot이 Stax Records를 중심으로. 렌 페어 감독은 랜스 오펜하임 텍사스 르네상스 페스티벌 중심으로 그리고 침팬지에 대한 사랑이 당국과 동물 권리 단체 PETA와의 거친 게임으로 전환되는 Tonia Haddix를 따라 Eric Goode가 감독한 침팬지 Crazy. 이 시리즈는 HBO에서 몇 년 동안 가장 많이 시청된 다큐멘터리 시리즈였다.
같은 해, HBO는 장편 다큐멘터리 영화 'The Truth vs. Alex Jones' , 'MoviePass', 'MovieCrash' , 'Elizabeth Taylor: The Lost Tapes', Faye, Money Electric: The Bitcoin Mystery, 그리고 'Night is Not Eternal' 를 개봉했다.

## 참고자료
1. ↑  Vicki Salemi (2017년 9월 16일). “Executive Producer Sheila Nevins Shares Five Career And Life Lessons”. 《Forbes》. 2020년 7월 22일에 확인함.
2. ↑  “National Academy of Television Arts and Sciences” (PDF). 《National Academy of Television Arts & Sciences》. 2017년 10월 5일. 2017년 10월 7일에 원본 문서에서 보존된 문서. 2020년 7월 22일에 확인함.
3. ↑  Lewis, Hilary (2017년 12월 16일). “Sheila Nevins Stepping Down From HBO Documentary Films After 38 Years”. 《The Hollywood Reporter》. 2023년 8월 9일에 확인함.
4. ↑  Petski, Denise (2017년 12월 19일). “HBO Taps Nancy Abraham, Lisa Heller As Co-Heads Of Doc & Family Programming”. 《Deadline Hollywood》. 2023년 8월 9일에 확인함.
5. ↑  “Henry W. Grady College of Journalism and Mass Communication”. Henry W. Grady College of Journalism and Mass Communication. May 1982.
6. ↑  “HBO Shows that Brought Home Peabodys”. Henry W. Grady College of Journalism and Mass Communication. 2020년 6월 7일에 원본 문서에서 보존된 문서. 2014년 9월 16일에 확인함.
7. 1 2 3 4  Bill Mesce (2013년 10월 11일). “It's Not TV: HBO, The Company That Changed Television: An Original Voice”. 《Sound on Sight》. 2013년 12월 17일에 원본 문서에서 보존된 문서. 2014년 2월 1일에 확인함.
8. ↑  Shayne Pepper (June 2014). “HBO and the Story of HIV/AIDS”. 《Communication Currents》.
9. ↑  Mike Hale (2008년 8월 4일). “Girls, Gunfire and Despair: 'Baghdad High' Chronicles Senior Year for 4 Iraqi Boys”. 《The New York Times》. ISSN 0362-4331. 2019년 3월 19일에 확인함.
10. ↑  Michael Jones (2008년 11월 6일). “HBO inaugurates Obama doc”. 《Variety》.
11. ↑  Jakob Schiller (2012년 11월 21일). “HBO's Witness Goes Inside the Pulse-Pounding World of Conflict Photographers”. 《Wired (magazine)|Wired》.
12. ↑  “Fall to Grace”. HBO. 2013년 3월 22일에 확인함.
13. ↑  Carl Swanson (2013년 3월 22일). “Jim McGreevey Needs Your Approval”. 2013년 3월 22일에 확인함.
14. ↑  “Life According to Sam”. 2017년 6월 29일에 확인함.
15. ↑  Robin Marantz Henig (2005년 1월 30일). “Racing With Sam”. 《The New York Times》. 2017년 6월 30일에 확인함.
16. ↑  “Sam Berns 10/23/96 - 01/10/14”. 《progeriaresearch.org》.
17. ↑  Mike Hale (2015년 2월 6일). “'The Jinx,' 6-Part HBO Documentary on Robert Durst”. 《The New York Times》. 2020년 5월 18일에 확인함.
18. ↑  Catherine E. Shoichet; Eliott C. McLaughlin (2015년 3월 24일). “Robert Durst denied bail; new details emerge in case”. 《CNN》. 2020년 5월 18일에 확인함.
19. ↑  “HBO's 'VICE' Wins Emmy for Outstanding Informational Series or Special”. 2014년 8월 18일. 2017년 10월 17일에 원본 문서에서 보존된 문서. 2020년 5월 18일에 확인함.
20. ↑  Keach Hagey (2019년 2월 1일). “Vice Media eliminates 10% of its workforce, including its flagship HBO show”. 《The Wall Street Journal》. 2020년 5월 18일에 확인함. (구독 필요)
21. ↑  Denise Petski (2019년 9월 24일). “Showtime Acquires 'Vice' Weekly Newsmagazine For Spring Premiere”. 《Deadline Hollywood》. 2020년 5월 18일에 확인함.
22. ↑  Oliver Darcy (2019년 6월 10일). “HBO cancels 'Vice News Tonight,' severing relationship with Vice Media”. 《CNN Business》. 2020년 5월 18일에 확인함.
23. ↑  Nellie Andreeva (2019년 8월 16일). “'Vice News Tonight' Lands At Viceland Cable Network”. 《Deadline Hollywood》. 2020년 5월 18일에 확인함.
24. ↑  Pederson, Erik (2019년 4월 18일). “HBO Sets Docuseries On NXIVM, Self-Help Group Tied To Sex-Trafficking Case”. 《Deadline Hollywood》. 2019년 8월 28일에 원본 문서에서 보존된 문서. 2020년 5월 17일에 확인함.
25. ↑  “HBO Documentary Series to Look Inside the NXIVM Organization”. 《HBO》. 2019년 4월 18일. 2020년 5월 24일에 원본 문서에서 보존된 문서. 2020년 5월 17일에 확인함.
26. ↑  “HBO Original Documentary Series THE VOW Part Two Debuts October 17”. 《WarnerMedia》. 2022년 8월 29일. 2022년 8월 29일에 원본 문서에서 보존된 문서. 2022년 8월 29일에 확인함.
27. ↑  “HBO Documentary Films' Four-Part Documentary Series ALLEN v. FARROW, From Award-Winning Investigative Filmmakers Kirby Dick & Amy Ziering And Amy Herdy, Debuts February 21”. 《WarnerMedia》. 2021년 2월 5일. 2023년 8월 9일에 확인함.
28. ↑  Maglio, Tony (2021년 2월 23일). “'Allen v Farrow' Has Biggest Debut for an HBO Docuseries in 2 Years (Exclusive)”. 《www.yahoo.com》 (미국 영어). 2021년 2월 23일에 확인함.
29. ↑  Carey, Matthew (2021년 7월 13일). “"We Hear You, We Believe You": ‘Allen v. Farrow’ Director Says Emmy Nominations Send Message To Sex Abuse Survivors”. 《Deadline Hollywood》. 2023년 8월 9일에 확인함.
30. ↑  Ravindran, Manori (2022년 5월 19일). “HBO Documentary Films Buys Cannes Title and Sundance Winner ‘All That Breathes’ (EXCLUSIVE)”. 《Variety》. 2023년 8월 9일에 확인함.
31. ↑  Carey, Matthew (2022년 9월 8일). “HBO Documentary Films Acquires Laura Poitras Oscar Contender 'All The Beauty And The Bloodshed' Ahead Of TIFF North American Premiere”. 《Deadline Hollywood》. 2022년 9월 8일에 확인함.
32. ↑  Lang, Brent; Moreau, Jordan (2023년 1월 24일). “Oscar Nominations 2023: ‘Everything Everywhere’ Leads With 11 Nods, Followed by ‘Banshees’ and ‘All Quiet’”. 《Variety》. 2023년 8월 9일에 확인함.
33. ↑  “HBO Original Docuseries LAST CALL: WHEN A SERIAL KILLER STALKED QUEER NEW YORK Debuts July 9”. 《Warner Bros. Discovery》. 2023년 6월 21일. 2023년 7월 2일에 확인함.
34. ↑  “HBO Original Docuseries TELEMARKETERS Debuts August 13”. 《Warner Bros. Discovery》. 2023년 7월 26일. 2023년 8월 9일에 확인함.
35. ↑  Baker, KC (2023년 11월 21일). “Notorious Murder of Pregnant Newlywed Carol Stuart and Racism in Boston Explored in New HBO Docuseries”. 《People》. 2024년 10월 8일에 확인함.
36. ↑  Rice, Lynette (2024년 3월 27일). “‘The Jinx – Part Two’ Drops Trailer For Robert Durst Docuseries Sequel That Promises New Witnesses & Hidden Material”. 《Deadline Hollywood》. 2024년 10월 8일에 확인함.
37. ↑  White, Peter (2022년 5월 3일). “Stax Records Docuseries Set At HBO From Jamila Wignot & Ezra Edelman”. 《Deadline Hollywood》. 2024년 10월 8일에 확인함.
38. ↑  “HBO Original Documentary Series REN FAIRE Debuts June 2”. 《Warner Bros. Discovery》. 2024년 5월 21일. 2024년 5월 22일에 확인함.
39. ↑  “HBO Original Four-Part Documentary Series CHIMP CRAZY Debuts August 18”. 《Warner Bros. Discovery》. 2024년 7월 16일. 2024년 10월 8일에 확인함.
40. ↑  Porter, Rick (2024년 8월 27일). “‘Chimp Crazy’ on Pace for Multiyear Viewer Highs for HBO Doc Series”. 《The Hollywood Reporter》. 2024년 10월 8일에 확인함.
41. ↑  Morfoot, Addie (2024년 3월 11일). “Why Dan Reed Wanted to Do a Doc on Alex Jones and Sandy Hook: 'We Are Sleepwalking Into This Era of Fantasy and Lies Becoming Mainstream'”. 《Variety》. 2024년 3월 25일에 원본 문서에서 보존된 문서. 2024년 10월 8일에 확인함.
42. ↑  Stephen, Katcy (2024년 5월 16일). “'MoviePass, MovieCrash' Trailer Reveals Outrageous Story Behind the Company's Dramatic Implosion (EXCLUSIVE)”. 《Variety》. 2024년 10월 8일에 확인함.
43. ↑  “HBO Original Documentary ELIZABETH TAYLOR: THE LOST TAPES Debuts August 3”. 《Warner Bros. Discovery》. 2024년 5월 9일. 2024년 10월 8일에 확인함.
44. ↑  Ntim, Zac (2024년 4월 25일). “Cannes Classics: Ron Howard & Faye Dunaway To Debut New Films In Stacked 20th Anniversary Lineup Also Featuring Wim Wenders, Costa-Gavras, Tom Rothman & Godard's Last Film”. 《Deadline Hollywood》. 2024년 10월 8일에 확인함.
45. ↑  Carey, Matthew (2024년 10월 4일). “HBO’s ‘Money Electric: The Bitcoin Mystery’ Sets Out To Unmask Secretive Creator Of World’s Most Valuable Crypto Currency”. 《Deadline Hollywood》. 2024년 10월 8일에 확인함.
46. ↑  Yuan, Li (2024년 11월 11일). “How Trump Divides Chinese Who Aspire to Democracy”. 《The New York Times》. 2024년 11월 11일에 확인함.